# Garstin Bastion Road
G. B. Road (nom complet Garstin Bastion Road) est une route de Delhi, Inde, reliant la porte d'Ajmeri à la porte de Lahori, parallèlement aux lignes de chemin de fer. G. B. Road est le plus grand quartier chaud de Delhi. C'est une zone avec plusieurs centaines des maisons closes où travaillent plus de 1000 travailleurs du sexe. La rue est bordée d'immeubles à deux ou trois étages avec des boutiques au rez-de-chaussée. Environ une vingtaine de ces bâtiments contiennent plus de 100 maisons closes dans les étages qui s'animent le soir après la fermeture des commerces du rez-de-chaussée. La route de nom a été officiellement renommée en Swami Shradhanand Marg en 1966.

## Histoire

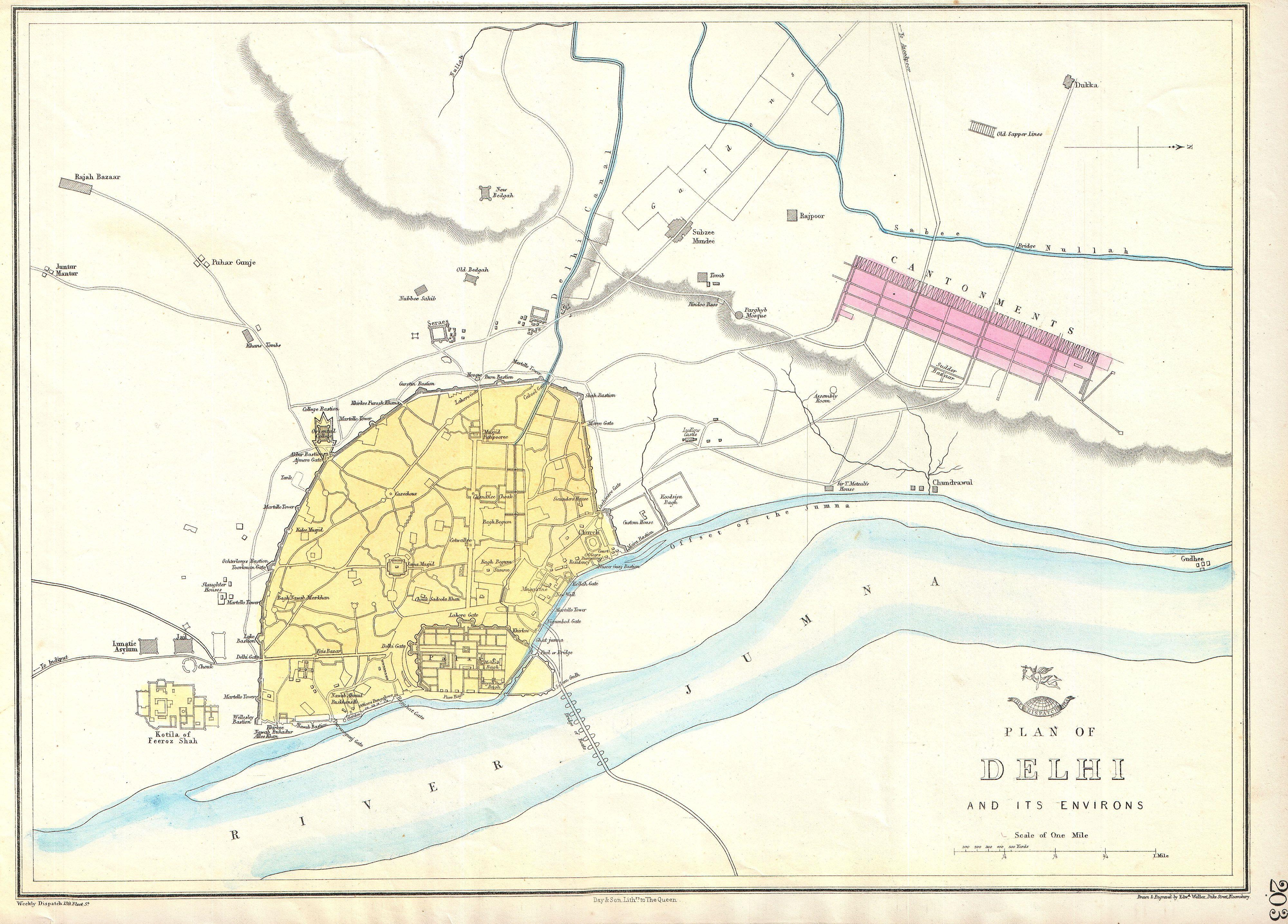
Carte montrant Garstin Bastion en 1863

La vieille ville de Delhi, Shahjahanabad, était entourée par un mur. Le mur avait de nombreuses portes et bastions. Un bastion est une structure présentant en saillie deux faces et deux flancs. Bastion se dit Burj en Hindi et en Ourdou. L'un de ces burj ou bastion a été nommé d'après un officier Britannique de la Compagnie britannique des Indes orientales, Garstin.
L'histoire de G. B. Road date de l'ère Moghol. Il se dit qu'il y aurait eu cinq quartiers chauds ou kothas (bordels) à Delhi à cette époque. Puis vint le Raj Britannique et un percepteur britannique réunit les cinq kothas sur cette route. La route comprend maintenant plus de 100 maisons closes. La G. B. Road est l'un des seuls quartiers chauds en Inde avec ceux de Kamathipura (Bombay), Sonagachi (Calcutta) et Chaturbhuj Sthan (Muzaffarpur),,,,,,.

## Marché
La route est également célèbre pour son marché de pièces d'automobiles, de matériels, de machines et d'outils. C'est le plus grand marché de ce type dans la région. La journée la route est encombrée de véhicules et de personnes.
Le segment de la route commençant à la Porte Ajmeri au Sud jusqu'à la petite intersection avec la rue menant à Farash Khana au Nord comprend des bâtiments avec des boutiques au rez-de-chaussée et des kothas ou bordels aux étages.
Les rues et maisons aux alentours sont résidentielles.

## Criminalité
La nuit la route est un endroit dangereux pour les non-initiés. Attaque à main armée, vol à l’arraché de portefeuilles, montres, téléphones portables et autres crimes se produisent assez souvent. Un policier en service a été poignardé à mort juste après minuit, en septembre 2012, alors qu'un groupe de policiers essayaient de sauver un homme d'un gang de criminels qui l'avaient assailli et poignardé alors qu'il se rendait à son travail,.